# Krekengebied
Krekengebied este o arie protejată (arie specială de conservare — SAC, sit de importanță comunitară — SCI, arie de protecție specială avifaunistică — SPA) din Belgia întinsă pe o suprafață de 781 ha, integral pe uscat.

## Localizare
Centrul sitului Krekengebied este situat la coordonatele 51°15′00″N 3°40′00″E / 51.25°N 3.6667°E.

## Înființare
Situl Krekengebied a fost declarat arie de protecție specială avifaunistică în octombrie 1988 pentru a proteja 11 specii de animale. Alte tipuri de protecție:
- sit de importanță comunitară (în ianuarie 1900)
- arie specială de conservare (în ianuarie 1900)[1][2]

## Biodiversitate
Situată în ecoregiunea atlantică, aria protejată nu include niciun habitat protejat.
La baza desemnării sitului se află mai multe specii protejate de  păsări (11): pescăruș albastru (Alcedo atthis), gârliță mare (Anser albifrons), gâscă de semănătură (Anser fabalis), erete de stuf (Circus aeruginosus), erete vânăt (Circus cyaneus), Cygnus columbianus bewickii, egretă albă (Egretta alba), gușă albastră (Luscinia svecica), bătăuș (Philomachus pugnax), cresteț pestriț (Porzana porzana), ciocântors (Recurvirostra avosetta).